# Anna Schell
Anna Carmen Schell (ur. 3 sierpnia 1993) – niemiecka zapaśniczka walcząca w stylu wolnym. Olimpijka z Tokio 2020, gdzie zajęła dziewiąte miejsce w kategorii 68 kg.
Brązowa medalistka mistrzostw świata w 2019 i 2021. Mistrzyni Europy w 2022; druga w 2019; piąta w 2017. Druga na ME U-23 w 2015 i 2016. Wicemistrzyni Europy kadetów w 2010 roku.
Mistrzyni Niemiec w: 2016, 2018, 2019 i 2022; druga w 2012 i 2014; trzecia w 2017 roku.